# ヴァフシティ・バグラティオニ
ヴァフシティ・バグラティオニ（グルジア語: ვახუშტი ბაგრატიონი、グルジア語ラテン翻字: Vakhushti Bagrationi、1696年 – 1757年）は、ジョージアの地理学者、歴史学者、地図学者。彼の業績である『ジョージア王国の記述』と地図帳は歴史学的および地理学的に貴重な史料であり、2013年にユネスコの世界記憶遺産に登録された。

## 生涯

### 生い立ち
ヴァフシティは後のカルトリ王となるヴァフタング6世（在位期間: 1716年–1724年）の庶子として、1696年にトビリシで誕生した。彼の名前「ヴァフシティ」は、古イラン語で「理想郷」を表す vahišta-（「良い」を意味する veh の最上級、すなわち「素晴らしい」「優れた」を表す形容詞）に由来する。なお、これと同等の意味を持つ中期ペルシャ語は wahišt、新ペルシャ語は behešt となる。フランスの弁護士シャルル・ド・ペイソネルによると、ヴァフシティの母親は奴隷の農民女性であった。
ヴァフシティは早い時期からジョージアの著名な知識人スルハン＝サバ・オルベリアニ や、ギオルギとイエセのガルセヴァニシヴィリ兄弟による教育を受けた。トビリシ在住のフランス人カトリック宣教師も、ヴァフシティの育成の参加した。その中でも助祭のイエセ・ガルセヴァニシヴィが、ヴァフシティにとって最も大きな直接の教育者であったと考えられている。ヴァフシティは母語ジョージア語に加えて、ギリシャ語、ラテン語、フランス語、トルコ語、ロシア語、アルメニア語も堪能であった。

### カルトリ王国での活動
ヴァフシティは1717年から1724年まで、国の政治活動に積極的に参加した。彼は経済状況、官僚機構の構造、事務作業、そして国家事務局の文書に精通していた。また1717年から1721年にかけて何度かサファヴィー朝の部隊に加わり戦いに参加した。1719年と1720年にクサニ公国のエリスタヴィであるシャンシェがカルトリ王ヴァフタング6世に対して反乱を起こした際には、ヴァフシティはこの反乱に対する鎮圧作戦に2回とも参加した。1721年、ヴァフシティは書記官ギヴィ・トゥマニシヴィリとともに下カルトリの人口統計調査を実施した。
1722年にロシア・ペルシャ戦争が発生すると、カルトリ王ヴァフタング6世は8月から11月までギャンジャに遠征した。王が不在の間、ヴァフシティはカルトリ王国の総督を任された。1924年、ヴァフシティは下カルトリの部隊の指揮官に任命された。

### ロシア帝国での活動
1924年、オスマン帝国がカルトリを占領すると、ヴァフシティは父ヴァフタング6世に従い、ロシア帝国に移住した。ヴァフシティはモスクワで科学研究を続けることを余儀なくされた。彼の最大の代表作『ジョージア王国の記述』も、モスクワにて執筆された。ヴァフシティはモスクワにおいて精力的な翻訳と出版の仕事を行い、高い評価を受けた。
ヴァフシティは隠居し、ツァレーヴィチとして年金を与えられた。ヴァフシティは1757年にモスクワで死去した。ヴァフシティはドンスコイ修道院に埋葬された。この修道院は、ジョージアから移り住んだ王族や貴族の伝統的な埋葬地となっている。

## 業績

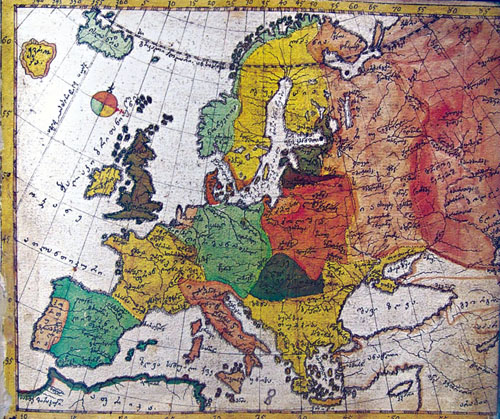
ヴァフシティによる『ヨーロッパ』地図（1752年）

ヴァフシティの作品の大部分は、モスクワで執筆あるいは完成したものである。もっともよく知られている作品は『ジョージア王国の記述』（1745年完成）、『ジョージアの地理的記述』（1750年完成）、そして各地の歴史的な紋章の絵を添付したコーカサス地域に関する2件の地図帳である。
そもそも『ジョージア王国の記述』は中世ジョージアの歴史文献集『カルトリの生涯』の原文を飾り立てた概説書となっている。ヴァフシティは、父ヴァフタング6世が主宰した学術会議において、コーパスを集約して再編集することに批判的であった。ヴァフシティは見解の見落としを修正するため、ジョージアの人々と土地に関して自身が有している包括的な歴史描写や地理描写を纏めた。ヴァフシティ存命当時のジョージアは王や王子の対立により政治的に分裂していたが、ヴァフシティは修正の目的の一つは、全ジョージアの政治的および文化的な統一を明確に示すことであった。ヴァフシティのこの作品の人気は、多くの複製が作られたことによって証明されている。ヴァフシティの『ジョージア王国の記述』は、その後の世代が「全ジョージア」の歴史を振り返る方法を形成した。また16世紀と17世紀のジョージアの歴史を研究する上での主たる情報源としても使われている。ヴァフシティの作品は発表から間もなくロシア語に翻訳され、続いてフランス語に翻訳された。20世紀初頭まで、多くの現代ヨーロッパの学者やコーカサスへの旅行者へのガイドブックとして役立った。
ヴァフシティはまた、弟のバカル王子とともに、父ヴァフタング6世が途中まで準備していたジョージア語聖書の印刷を完了させた。ヴァフシティはこの目的のため、モスクワ近くの自宅に印刷機を設営し、ジョージア人聖職者数人に印刷技術を教え、1743年にジョージア語として初めて聖書の印刷版を完成させた。印刷機はその後モスクワへと移され、ジョージア語による宗教図書がいくつも印刷された。

## 家族
ヴァフシティは1717年、イメレティ王ギオルギ6世の末娘マリアムと結婚した。ヴァフシティとマリアムの間には、以下の子供が生まれた。
- ♂ イオアネ（ロシア語版）王子（1719年–1781年） - ロシア帝国の将軍
- ♀ アレクサンドラ王女（1721年8月12日–1789年4月1日）
- ♂ ダヴィト王子（1723年–1819年）
- ♂ マリアム王子（1724年–1807年）
- ♂ ドメンティ王子（1728年–1737年）
- ♂ ニコロズ王子（1784年没）
- ♀ アナ王女（1744年–1779年）
- ♂ イオタム（英語版）王子（flor. 1737年）
- ♂ ペトレ王子（flor. 1737年）
- ♀ グカ王女（flor. 1737年）